# جون تولاند (مؤرخ)
جون تولاند (بالإنجليزية: John Toland)‏‏ (29 يونيو 1912 في لاكروس - 4 يناير 2004 في دانبري) مؤرخ، وكاتب، وروائي من الولايات المتحدة.

## الجوائز
- جائزة بوليتزر عن فئة الأعمال غير الخيالية

## روابط خارجية
- جون تولاند على موقع مونزينجر (الألمانية)
- جون تولاند على موقع ميوزك برينز (الإنجليزية)
- جون تولاند على موقع إن إن دي بي (الإنجليزية)